# Эр (паровоз)
Эр (реконструированный) — паровоз типа 0-5-0, выпускавшийся с перерывами с 1935 по 1957 годы. До 1944 года строился советскими заводами, а с 1946 года — импортировался из стран-членов организации Варшавского договора. От предыдущей серии Эм отличается прежде всего удлинением топки на полметра, что позволило выровнять нагрузку по осям, а также увеличить мощность и повысить силу тяги.
Основное внешнее отличие послевоенных Эр от предшественников — отсутствие площадки впереди котла, которую заменили наклонные лестницы.

## История

### Паровозы постройки 1933—1936 гг.
В 1933 году конструкционный вес выпускаемых паровозов Эм значительно снизился вследствие широкого применения сварки в конструкции котла и отказа от питательного колпака, водоочистителя и грязевика. Однако, при этом нагрузка на 4-ю и 5-ю оси уменьшилась с 17 до 14,4 тонн, что вызвало склонность паровоза к боксованию. Требовалось найти конструктивные решения, которые бы сместили центр тяжести паровоза назад с целью догрузить задние оси. В марте 1933 года по инициативе НКПС было принято решение поручить поиск этих мер Главтяжмашу. С 1934 года на строящихся паровозах Эм стали вновь устанавливать питательный колпак, однако, при этом сцепной вес и распределение нагрузки по осям изменились в лучшую сторону незначительно.
В 1933 году инженер Института реконструкции тяги И. В. Пирин (1902—1991), предложил удлинить топку паровоза Эм при сохранении её ширины. Удлинённая и, как следствие, утяжелённая топка догружала задние оси, обеспечивая равномерное распределение сцепного веса по осям. При этом возрастала сила тяги паровоза как по котлу за счёт увеличения площади колосниковой решётки и объёма топочной части, так и по сцепному весу.
Летом 1933 года Научно-исследовательский институт реконструкции тяги (НИИРТ) на основе предложения инженера И. В. Пирина разработал рабочий проект удлинения топки паровоза Эм как в варианте переделки уже построенных паровозов Эм, так и в варианте для постройки новых. Переделка осуществлялась вваркой полос шириной 539 мм в кожух и огневую коробку топки между вторым и третьим рядами связей. Главная рама разрезалась в её задней части, туда вваривались вставки шириной 450 мм. При этом площадь колосниковой решётки возросла с 4,46 до 5,09 м², её объём — с 7,39 до 8,67 м³; испаряющая поверхность нагрева котла за счёт увеличения поверхности нагрева топки— со 195,25 до 200 м². На первый барабан котла был вновь установлен питательный колпак. Сцепной вес возрос до 83,3 т, остальные параметры остались без изменений. В конце 1933 года Муромский паровозоремонтный завод переделал первый паровоз Эм723-12 . В январе-феврале 1934 года паровоз прошёл тягово-теплотехнические испытания на опытном кольце НИИРТ в Щербинке. В ходе испытаний паровозу был присвоен отличительный индекс подсерии — «р» (реконструированный). Испытания и последующая опытная эксплуатация паровоза Эр723-12 , совместно с паровозами ЭУ и ЭМ, на Московско-Курской железной дороге показали, что по сравнению с серийным ЭМ мощность возросла на 10-15 %, а коэффициент полезного действия — на 8 %.
По результатам эксплуатационных испытаний паровоза Эр723-12 с удлинённой топкой в НКПС и НКТП было принято решение с конца 1934 года строить паровозы Эр вместо паровозов Эм на Брянском и Ворошиловоградском заводах. Инвентарные номера НКПС для паровозов Эр, по аналогии с Эу и Эм, неизменно соответствовали «пятизначной» системе 1925 года. В декабре 1934 года Луганский завод построил первые два паровоза: Эр733-87 и Эр733-88. В течение 1935 года паровозы Эр строили Луганский и Брянский заводы. В 1935 году Луганский завод выпустил свой последний паровоз — Эр743-79. В 1936 году паровозы Эр строил только Брянский завод. Последним паровозом серии Эр постройки Брянского завода в 1936 году, для НКПС, стал Эр744-43. В 1934—1936 годы Луганский и Брянский заводы по заказу НКПС всего построили 305 единиц паровозов серии Эр. Для промышленных предприятий паровозы серии Эр они не выпускали.
Внешне «довоенные эрки» отличались от «трехколпачных» Эм выпуска 1934-35 годов увеличенной длиной топки и удлинёнными полотнищами хвостовой части главной рамы. При этом, для обеспечения вписывания паровоза с тендером в кривые, несколько изменились расстояния между 5-й осью паровоза и шкворнем сцепления паровоза с тендером, между шкворнями сцепления паровоза и тендера, между шкворнем сцепления тендера с паровозом и шкворнем поворота передней тележки тендера. Для этого были изменены размеры заднего стяжного ящика главной рамы паровоза и переднего стяжного ящика главной рамы тендера. Паровозы ЭР Брянского завода, вероятно, с целью упрощения технологии производства, в нижней части главной рамы имели прямолинейные косые срезы вертикальных полотнищ. Паровоз Эр, по сравнению с ЭМ в тяжёлых поездах, на затяжных подъёмах совершенно не проявлял склонности к боксованию и характеризовался: «еле ползёт, но тянет». На дорогах Сибири паровозы ЭР по тягово-теплотехническим характеристикам превзошли американские «Декаподы» (паровозы американской постройки тип а 1-5-0, серий Еф и Ел постройки 1918—1919 гг.). Когда на дорогах появились новые послевоенные «эрки» с повышенным сцепным весом и увеличенной мощностью, паровозы ЭР выпуска 1934—36 годов уже не отличали от паровозов ЭМ, их индексу не придавали значения. Так, например, случилось с первым серийным паровозом ЭР733-87, ставшим экспонатом железнодорожного музея на ст. Барановичи. В 1980-е годы, когда он ещё числился на железной дороге, ему ошибочно присвоили индекс «м», сделав соответствующее необоснованное исправление в техническом паспорте.

### Паровозы постройки 1943—1944 годов
С началом Великой Отечественной войны строительство паровозов в СССР было прекращено. Лишь на организованном незадолго до войны Улан-Удэнском паровозо-вагоноремонтном заводе (УУПВРЗ) завершили сборку эвакуированных из Луганска паровозов ФД, ИС и СО.
К 1943 году убыль исправных паровозов по причине отсутствия ремонта стала значительной, а протяженность железных дорог возросла за счет освобождённых. В 1943 году с целью возобновления выпуска паровозов решением Правительства на Коломенском машиностроительном заводе (КМЗ) был переработан довоенный рабочий проект ЭР под обозначением — П28 (28 — заводской порядковый номер проекта), в соответствии с которым было организовано серийное производство паровозов серии ЭР. Внешний вид ЭР «П-28» несколько изменился: от установки питательного колпака на 1-м барабане котла отказались; на котле вместо трёх колпаков устанавливался удлиненный кожух, объединяющий сухопарный колпак и песочные бункеры (по аналогии с паровозами ФД и ИС). Примечательно то, что впервые вариант объединения кожуха песочного бункера и сухопарного колпака был разработан ещё в 1931 году на Ворошиловоградском заводе для паровозов ЭМ. Силовые узлы главной рамы, колесные пары, буксы и узлы движущего механизма выполнены усиленными — унифицированными с паровозами серии СО постройки после 1938 года, то есть не взаимозаменяемые с паровозами ЭР постройки 1935—1936 гг; впервые реализованы передние наклонные лестницы для захода с уровня подножек на обходные мостки вдоль котла; вместо барьерного ограждения вдоль боковых площадок на котле установили поручни; под передним буферным брусом установили путеочистители «наметельники»; на крыше будки машиниста, по аналогии с паровозом серии СО, установили большой световой фонарь. Проект предусматривал применение более вместительного 4-осного тендера типа «П-27» (довоенный проект Брянского (Коломенского) завода для паровоза СО18, но без встроенной системы водоподогревателя) . Этот тендер имел высокие борта, доходящие до крыши будки, и вмещал 18 т угля и 27,2 м³ воды, тележки имели двойное рессорное подвешивание.
Кроме того, был разработан вариант проекта П28, предусматривающий применение для Эр котла и тендера от пассажирского паровоза серии Су (3-го выпуска), которые остались на заводе в качестве довоенного задела для паровозов Су, не завершённых постройкой в 1941 году. Габаритные размеры котла паровоза Су были близки к котлу паровоза ЭР, что позволяло разместить его на главной раме паровоза. При этом дымовая камера была укорочена в передней своей части. Рабочее давление пара — 13 кг/ см², площадь колосниковой решётки — 4,73 м², испаряющая поверхность нагрева котла —199,2 м², площадь нагрева пароперегревателя — 72,6 м². Для сохранения неизменной высоты оси котла (3100 мм), в районе расположения ухватного листа топочной части и боковых клапанов поддувала зольника топки в полотнищах главной рамы вверху выполнялись местные углубляющие фасонные вырезы материала для размещения боковых клапанов зольника.
В соответствии с базовым проектом П-28 было выпущено несколько первых паровозов. Головной паровоз получил индивидуальное обозначение серии: ЭР17-750-01, цифра 17 указывала на среднюю величину осевой нагрузки на рельсы. Он отличался индивидуальной компоновкой парорабочих труб в районе дымовой камеры. Тендер для первого паровоза Эр17 750-01 — гибридной конструкции, собран из задела имеющихся на заводе комплектующих: водяной бак — от тендера паровоза Сум третьего выпуска с установленной на нём системой водоподогрева, главная рама и тележки — от тендер-конденсатора паровоза СО19, причём главная рама тендера была укорочена с целью сокращения расстояния между шкворнями тележек. Последующие паровозы получили обозначение подсерии Эр750-…, были снабжены тендерами П-27, но уже без водоподогревателя.
Некоторое количество паровозов, в частности Эр750-04, Эр750-11, были построены с котлами от паровоза Су 3-го выпуска и снабжались тендерами от паровоза Су 3-го выпуска, причём некоторые из них снабжались тендерами типа П27, в частности Эр750-16.
Всего в 1943–1944 гг. Коломенский завод выпустил 22 паровоза Эр750 (проект «П-28»), включая паровозы с котлами и тендерами от паровозов Су. Эти паровозы явились последними паровозами серии Э, построенными в Российской империи и в СССР. В качестве исторических экспонатов сохранены паровозы: ЭР17 750-01 — экспонат Брестского музея, и ЭР750-04 — экспонат филиала Центрального музея железнодорожного транспорта Октябрьской железной дороги.
Базовый рабочий проект П-28 был принят за основу для заказа крупносерийного производства паровозов ЭР (тип 1946-49 г.) в дружественных европейских государствах (Венгрии, Румынии, Чехословакии, Польше) для сети дорог СССР.

### Паровозы 1946-1949 годов
После окончания Великой Отечественной войны железные дороги СССР были частью разрушены войной, частью изношены. В таком же состоянии пребывали паровозостроительные заводы. Поэтому для насыщения железнодорожной сети СССР локомотивами требовался простой, надежный паровоз с небольшой нагрузкой на ось при достаточной мощности и силе тяги. Никакой локомотив, кроме серии Э, не отвечал имеющимся сложным условиям, знаменитая «вездеходность» делала его единственно пригодным для эксплуатации на любых, даже на самых изношенных путях.
Производство «послевоенного» паровоза было развернуто в 1946 году на заводах Решица и Малакс (Румыния), Маваг (Венгрия), ЧКД и Шкода (Чехословакия) и Цегельски (Польша). Венгрия и Румыния, как бывшие союзники фашистской Германии, поставляли паровозы в счет репараций. Указанные заводы тоже были ослаблены прошедшей войной, и одними из главных требований к заказываемым паровозам становились предельная простота и однотипность. Поэтому основой проекта послужил Эр Коломенского завода проекта П-28 1943 года. Паровоз комплектовался тендером типа СО17, более ёмким, на тележках с двойным подрессориванием.
Изменились передние лестницы, прожектор; все устройства, установленные на котле, собрали в одном удлиненном колпаке. Всего было выпущено 2700 Эр послевоенной серии, половина их построена в Венгрии на заводе МАВАГ. Кроме того, МАВАГ построил 5 паровозов для Венгерских железных дорог, которые обозначили серией 510. Производство Эр продолжалось до 1957 г.
Паровозы этой серии, наравне с паровозами Л, использовалась на всех дорогах СССР и в промышленности до середины 80х годов. Последней в СССР большой линией, обслуживавшейся паровозами, был участок Олонец-Питкяранта, огибающий с севера Ладожское озеро, длиной 160 км. Здесь «эрки» работали до 1986 г.
Именно паровозам Эр было суждено завершить эпоху пара на железных дорогах СССР.
На сегодняшний день это довольно широко распространённая серия паровозов на постсоветском пространстве. Их можно увидеть и на базах запаса, и в музеях, и на памятниках. Некоторые из них восстановлены до рабочего состояния и используются для туристических и праздничных ретро-поездок, а также снимаются в кинофильмах.